# Кладє-над-Бланцо
Кладє-над-Бланцо (словен. Kladje nad Blanco) — поселення в общині Севниця, Споднєпосавський регіон, Словенія. Висота над рівнем моря: 222 м.